# 훌리오 리카르도 크루스
훌리오 리카르도 크루스(스페인어: Julio Ricardo Cruz, 1974년 10월 10일 ~ )는 아르헨티나의 전 축구 선수이다. FC 인테르나치오날레 밀라노에 있을 때 비록 주전 선수는 아니였지만, 인테르의 세리에 A 연속 우승에 기여했다. 특히 인테르에서 뛴 후반기에는 사생활 문제로 부진했었던 아드리아누를 밀어내고 주전이 되기도 하는 등 슈퍼서브로 명성을 떨쳤다. 2006년 FIFA 월드컵에서는 독일 축구 국가대표팀과의 시합이 끝난 직후 토르스텐 프링스에게 아무 이유없이 맞았고 이게 원인이 되어 양 팀간에 패싸움이 벌어졌다.